# Si algo así como el amor está en el aire
Si algo así como el amor está en el aire es el quinto álbum de estudio de la banda de pop rock peruana Mar de Copas. Lanzado en 2004 bajo la etiqueta de MCD Producciones.

## Historia
Cinco años después del lanzamiento del cuarto disco de estudio, "Suna", el resultado es notorio. Con tan solo 10 temas, el disco se muestra contundente, limpio y equilibrado. La abanderada de este disco sería "Balada de un encuentro fugaz" con un sonido más guitarrero en comparación a lo que venía haciendo Mar de Copas.
Otros temas como "Si algo así como el amor está en el aire" y "Amor de verano" en los cuales la banda muestra mucho más acelerado, pero sin dejar de lado la melancolía y letras desgarradoras que caracterizaron sus producciones pasadas.
Resalta el sello indiscutible Mar de Copas en canciones como "Llévame" y "Perdido", que con el tiempo se convertirán en temas clásicos del repertorio de la banda. Siguen sonando obsesivos, tormentosos y hasta melodramático en temas como "Ni por un segundo" y "Vuelve conmigo".
Una coboyada clásica de los Mar de Copas; "Al final de un día" y "Desconocida" enriquecen el repertorio. La pista final es "El tiempo no pasa en vano", que dedica su carrera en vigencia.
Con más de 5000 copias, en diciembre de 2004 alcanzó el disco de oro.

## Lista de canciones
| N.º | Título                                     | Duración |  |
| 1.  | «Si algo así como el amor está en el aire» | 3:33     |  |
| 2.  | «Balada de un encuentro fugaz»             | 3:46     |  |
| 3.  | «Vuelve conmigo»                           | 5:07     |  |
| 4.  | «Desconocida»                              | 4:07     |  |
| 5.  | «Llévame»                                  | 6:13     |  |
| 6.  | «Al final de un día»                       | 4:05     |  |
| 7.  | «Perdido»                                  | 3:13     |  |
| 8.  | «Ni por un segundo»                        | 4:53     |  |
| 9.  | «Amor de verano»                           | 4:08     |  |
| 10. | «El tiempo no pasa en vano»                | 4:03     |  |

## Créditos
- Wicho García: Voz principal
- Manolo Barrios: Guitarra
- Toto Leverone: Batería
- Phoebe Condos: Coro y teclados
- César Zamalloa: Bajo